# Povrch Marsu

Topografická mapa povrchu

Povrch Marsu je podobně jako povrch Země značně rozmanitý s vysokými pohořími, kaňony, údolími či pahorkatinami. V dřívějších dobách před vesmírnými lety bylo možno Mars pozorovat pouze dalekohledem, který neumožňoval rozpoznat podrobnější detaily povrchu než načervenalý povrch s tmavými oblastmi a dvěma polárními čepičkami. První fotografie přinesly nový pohled na rudou planetu, který v současnosti prochází další revizí díky podrobnému mapování planety kosmickými sondami a vozítky na povrchu.
Mars, podobně jako Země, má svoji vlastní historii, během které docházelo k jeho postupnému vývoji až do současné podoby. V minulosti se na planetě vystřídalo mnoho událostí, které měly zásadnější význam pro podobu povrchu a existujících struktur. V období noachian docházelo k silnému vulkanismu a masivnímu bombardování asteroidy, které za sebou zanechalo přes dvě stovky kráterů velikosti do 5 km a 25 větších než 16 km. V tomto období se na povrchu nacházela i kapalná voda a snad i oceán, o čemž svědčí důkazy v podobě říčních koryt, či vzniklých sedimentů. V následujícím období hesperian došlo k postupnému chladnutí a začátku výlevného vulkanismu, během kterého vznikají štítové oblasti. V poslední etapě vývoje amazonian se planeta stále více ochlazovala, ztrácela se atmosféra a kapalná voda. Na druhou stranu došlo k novým projevům vulkanismu, když vznikly velké sopky v oblasti Tharsis (včetně největší sopky Sluneční soustavy Olympus Mons). Mars se stával suchou planetou, kde hlavní roli převzala eolitická činnost větru, která přeměňuje tvář planety do dneška.
Věda zkoumající povrch Marsu se jmenuje areografie, jelikož označení geografie popisuje výlučně nauku o zemském povrchu.

## Historie

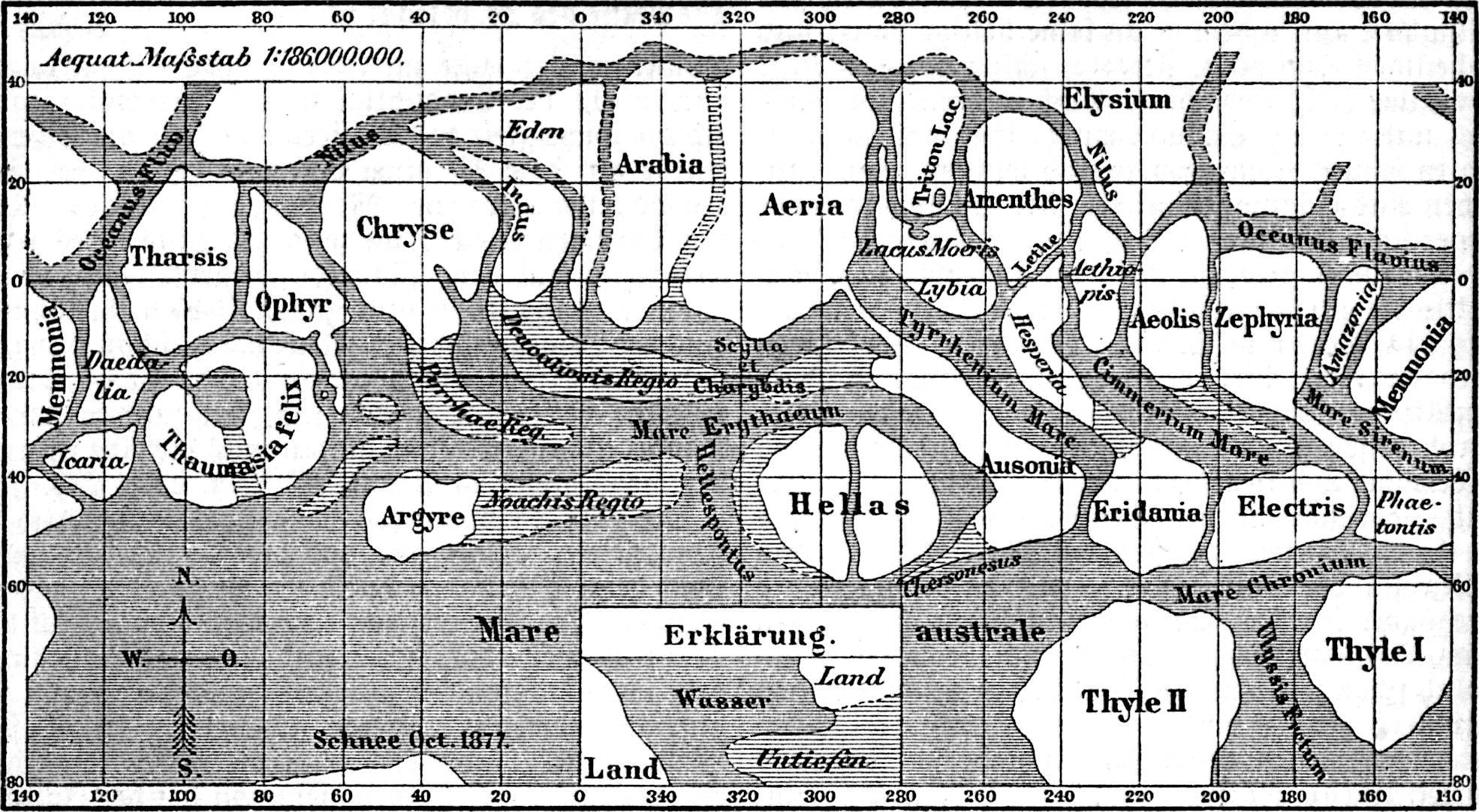
Neexistující kanály, jak je viděl Giovanni Schiaparelli

Během první poloviny 17. století využívali astronomové první konstruované dalekohledy pro pozorování, které jim umožňovaly rozeznat na povrchu planety tmavé a světlé plochy, z čehož se usoudilo, že na Marsu jsou polární čepičky.
V roce 1877 se poprvé v mapách povrchu Marsu objevují nové útvary tzv. Marsovské kanály, které ale byly pouhým optickým klamem zapříčiněných špatnými rozlišovacími schopnostmi dalekohledu a představivostí italského astronoma Giovanna Schiaparelliho, který je pozoroval jako první. Zpráva o pozorování se rychle roznesla a následně objev začaly potvrzovat i další pozorovací místa a vytvářet nepřeberné množství podrobných map neexistujících kanálů (spolu s nimi začaly vznikat teorie o jejich umělém vzniku a umírající civilizaci na vysychající planetě). Ve skutečnosti jsou kanály jen optický klam, který vzniká řetězcem tmavých skvrn. Jejich existence byla po 50 letech pozorováním vyvrácená, ale část veřejnosti je stále měla za existující dílo. Až fotografie z kosmických sond jednoznačně tuto teorii vyvrátily.
Mars při pozorování ze Země dalekohledem neumožňuje vidět žádné významné detaily povrchu vyjma polárních čepiček a tak jeho podrobné prozkoumání mohlo proběhnout až po návštěvě lidských sond, které jsou v současnosti hlavním zdrojem dat pro zkoumání Marsu.

## Složení povrchu

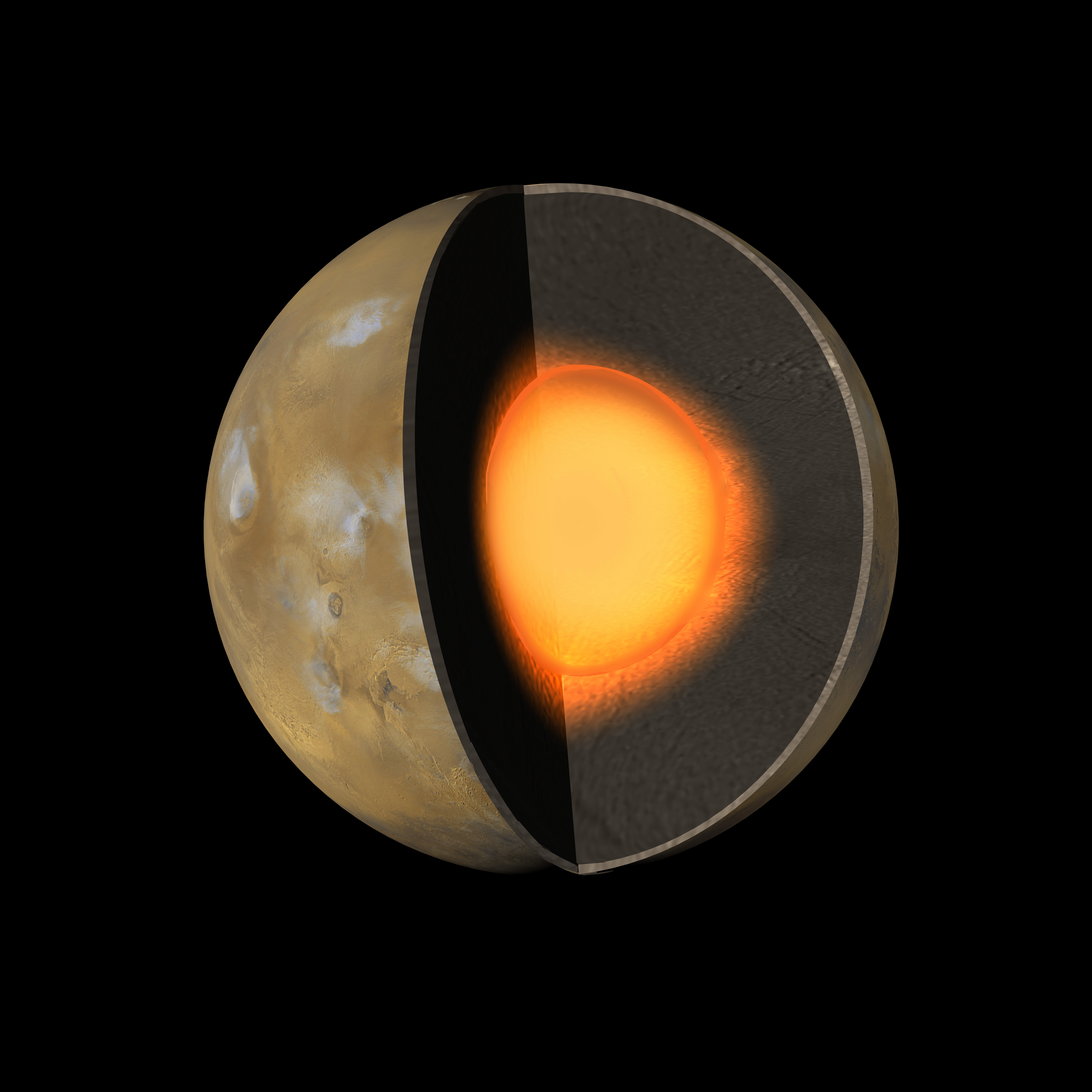
Geologická stavba planety

Přesné geologické složení planety není známo, ale na základě astronomických pozorování a průzkumu několika desítek meteoritů z Marsu, které se na Zemi našly, se soudí, že povrch Marsu je tvořen převážně z bazaltů (čedičů). Oproti pozemským bazaltům jsou nejspíše obohaceny o silikátovou složku podobající se až pozemských andezitům. Při pozorování je planeta načervenalá, což je způsobeno tím, že celý povrch planety je pokryt oxidem železitým. Vzhledem k nepřítomnosti magnetického pole a tekuté vody na povrchu, nedochází na Marsu k deskové tektonice jako na Zemi, i když některé teorie pracují s myšlenkou, že tomu bylo před 4 miliardami let jinak a že i Mars měl pohyblivou kůru.
Vzhledem k tomu, že na Marsu nebyly prováděny podrobné geologické průzkumy, jsou současné poznatky o planetě a její vnitřní stavbě velmi slabé a založeny na modelech a aproximaci se Zemí, či na měření fyzikálních polí pomocí sond. Odhaduje se, že planeta má žhavé polotekuté jádro, které má přibližně 1480 km v průměru, jež je složené převážně ze železa a 15 - 17 % síry.
Jádro je obklopeno silikátovým pláštěm, který způsoboval většinu tektonické a vulkanické činnosti na planetě. V současnosti se ale zdá, že je již neaktivní. Nejsvrchnější oblast tvoří kůra, která dosahuje průměrné tloušťky okolo 50 km a maximální 125 km.

### Přibližný průzkum
Během pozorování povrchu Marsu si vědci brzy uvědomili, že některé oblasti jsou nápadně podobné pozemským oblastem. Oproti povrchu Marsu je ale možno pozorovat pozemská tělesa přímo, provádět na nich podrobný výzkum a následně získané poznatky aplikovat na Marsovské podmínky. Tělesa na Marsu jsou zpravidla útvary mnohem větší a rozsáhlejší (jako například Olympus Mons, oblast Tempe Mareotis atd.), ale jejich geneze je často velmi podobná.
Jedním z takovýchto příkladů je oblast Tempe Terra, na které se nachází desítky „malých“ štítových sopek podobně nápadných oblasti Snake River Plain v Idaho. Průzkumem chemického složení a vzniku se daří nalézt mnoho podobností s útvary na povrchu Marsu a tak poskytovat důležité vodítko, jak mohlo dojít ke vzniku i na jiné planetě. Srovnáním topografie obou oblastí se daří upřesňovat poznatky o geologických událostech, které se v oblasti Tempe Terra odehrály.

## Topografie

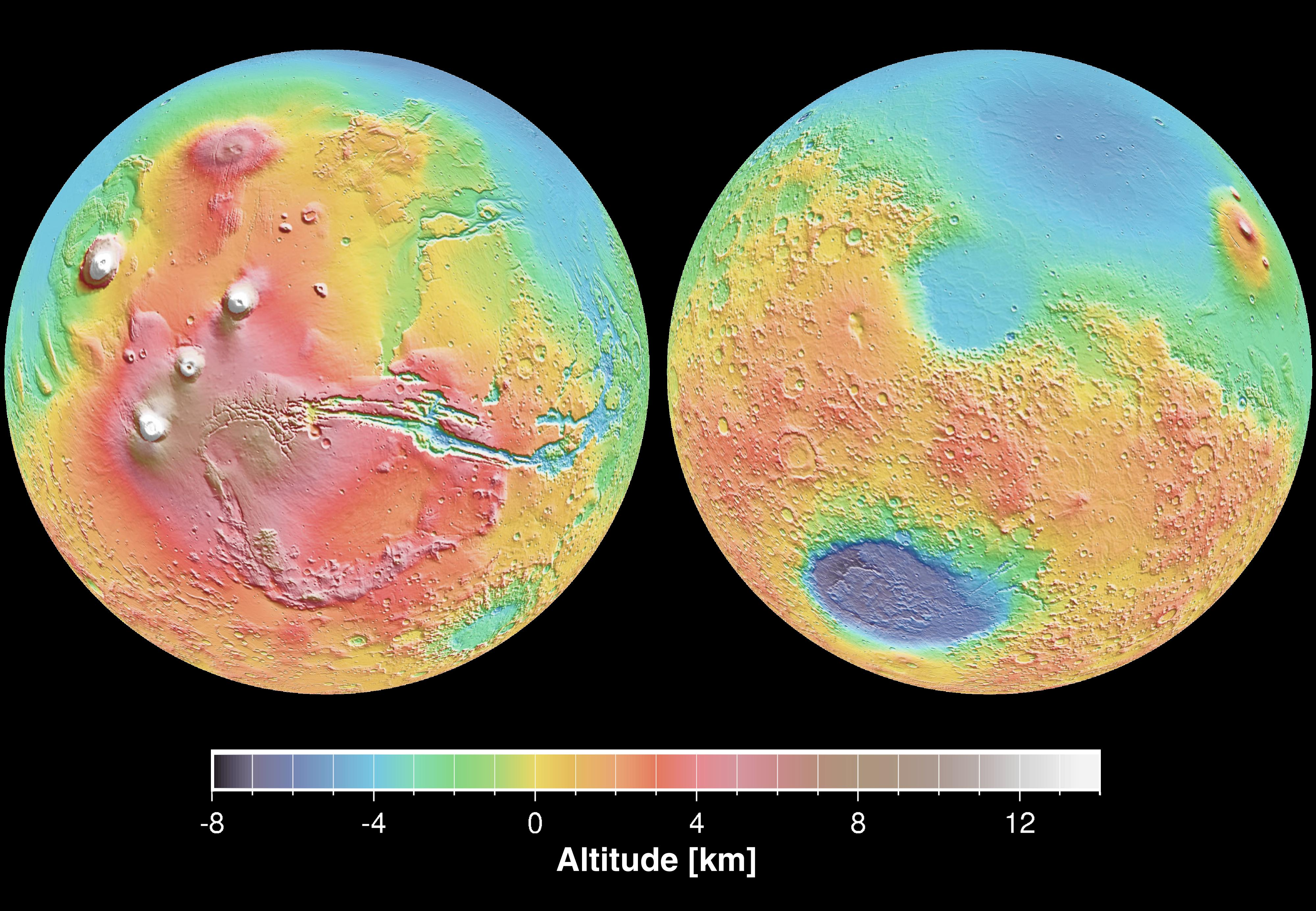
V levé části je vidět jižní část planety s vrchovinou a v pravé pak s oceánským dnem

Mars má podobně jako Země nebo Měsíc velmi různorodou topografii povrchu, která je závislá ne jeho geologické minulosti. Severní polokoule Marsu mohla být v minulosti z větší části oceánským dnem, což se projevuje v jejím uhlazeném rovinatém povrchu, která je pokryta rovinami vystupujícími okolo 1-2 km nad okolní krajinu, ale ve skutečnosti nacházející se 2 až 3 km pod referenční plochou. Množství kráterů na těchto lávových proudech je zde menší než v jižní části, což ukazuje na její mladší stáří. Současné útvary na povrchu napovídají o složitých procesech při jejím vzniku.
Na jižní polokouli se oproti tomu nachází krajina, které se více podobá Měsíci. Vyskytuje se zde velmi stará vysočina s nespočtem kráterů, které jsou však plošší než ty na Měsíci, jelikož jsou vystavovány silnému působení eroze. Eroze postupně zahlazuje okraje kráterů a zanáší jejich dno sedimenty, což vede i ke zmenšování jejich hloubky. Nad okolní krajinu vystupuje do výšky 1 až 4 kilometrů a nad referenční geoid nejčastěji v rozmezí 3 až 4 km. O jejím stáří vypovídá vysoká hustota kráterů, která se podobá oblastem moří (Mare) na povrchu Měsíce.
Předpokládá se, že rozdělení na jižní a severní část bylo způsobeno dopadem mohutného cizího tělesa na konci akrece planety. Oproti Zemi ale nejsou na Marsu přímé důkazy, že by na povrchu probíhala desková tektonika. Sopečné oblasti se nepohybovaly a zůstaly na místě, což mělo za následek vytvoření rozlehlé vyklenuté oblasti Tharsis včetně obrovských sopek s Olympus Mont v čele.

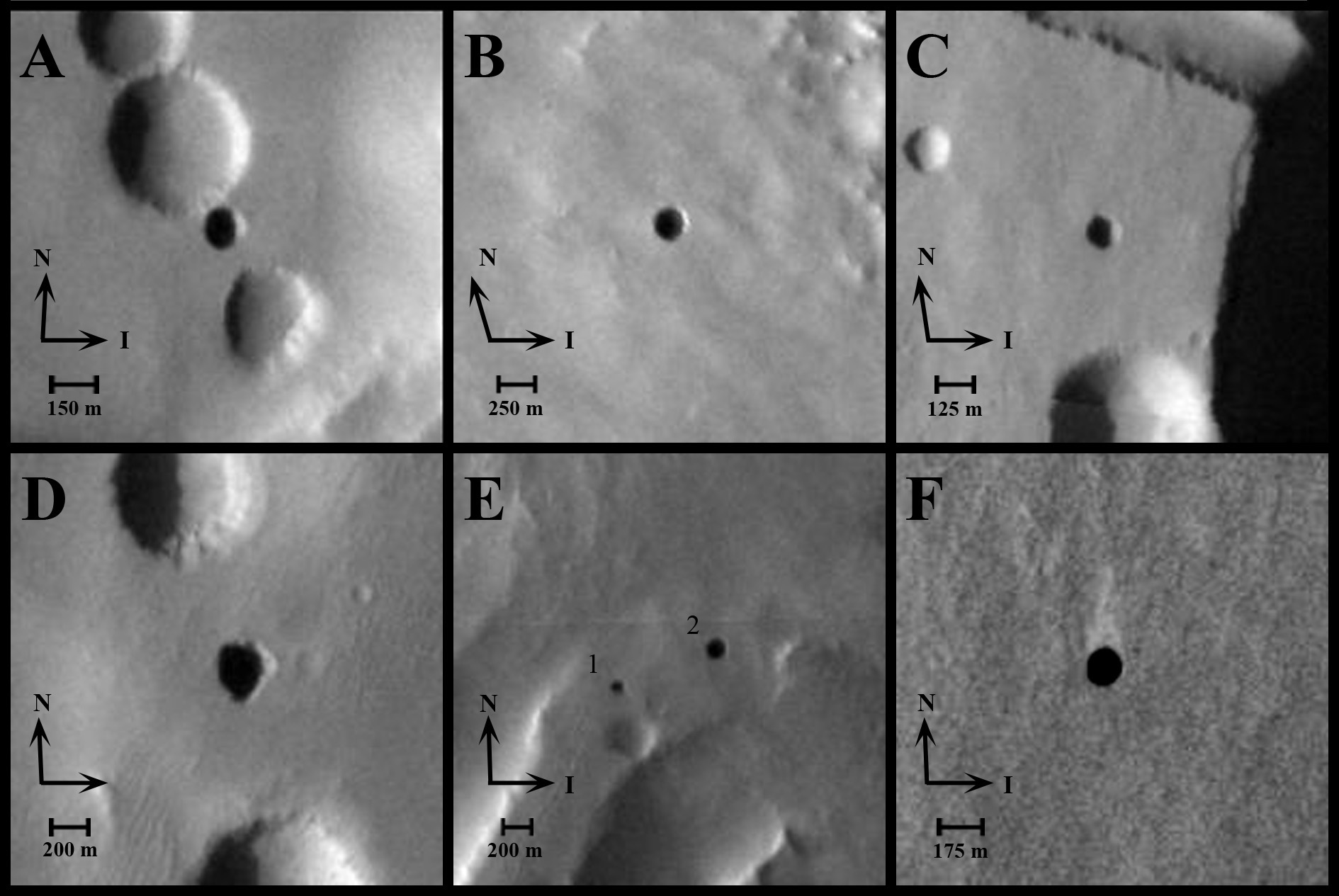
Marsovské jeskyně

Vyjma množství kráterů se na povrchu vyskytují i písečné duny, které některé krátery vyplňují a jinde tvoří rozsáhlé dunové oblasti. V roce 2007 přinesla americká sonda Mars Odyssey důkazy, které nasvědčují, že se podařilo objevit vstupy do několika jeskyní o vchodové bráně 100 až 250 metrů. Oblasti byly měřeny pomocí infračervených paprsků, které určily teplotu. Z měření vyšlo, že se v noci oblasti okolo vchodů oteplují a ve dne ochlazují. Podobné chování je známo i z pozemských jeskyní. Objevení těchto podzemních oblastí dává šanci, že jednoduchý mikrobiální život mohl na Marsu přežít (pokud někdy vznikl).

### Nulová nadmořská výška
Na Marsu se nenachází oceán tekuté vody, podle kterého by se mohla určit hladina nadmořské výšky podobně jako je tomu na Zemi a tak vědci museli tuto hodnotu uměle definovat, aby mohli jednoznačně měřit převýšení útvarů na povrchu. Pro jednoznačné určení se musel použít jiný systém, který se opírá o tlak vzduchu a pomocí kterého se dá vytvořit celkově hladký povrch tzv. průměrný gravitační povrch. Nulová hladina byla určena jako výška, kde se tlak vzduchu rovná 610,5 Pa.
Díky této definici je časté, že na povrchu Marsu dosahují objekty i záporných hodnot.

### Nultý poledník
Rovník Marsu je jasně definován rotací planety, ale nultý poledník musel být podobně jako na Zemi určen uměle. O první definici se pokusili němečtí astronomové Wilhelm Beer a Johann Heinrich Mädler již v 19. století, kdy byl tento bod zvolen jako kruhový útvar na povrchu. Takto určený útvar měl velkou nepřesnost a tedy až v roce 1972 díky snímkům sondy Mariner 9 bylo přesně určeno, že nultý poledník prochází malým kráterem Airy-0 na planině Sinus Meridiani.

## Hlavní jednotky
| Mapa Marsu |
| Kliknutím na požadovanou oblast budete přesměrováni na odpovídající článek. Barva udává výšku nad nebo pod referenčním elipsoidem. Po stranách lze odečítat zeměpisnou šířku a délku. |

Pojmenování povrchových útvarů Marsu je složitější než v případě Merkuru a Venuše, jelikož názvosloví vznikalo již od prvních pozorování prováděných italským astronomem Giovannim Schieparellim roku 1877. Během pozorování začal pro útvary používat názvy známé z Evropy, Asie a Afriky, které spojoval s mytologickými názvy. V práci, kterou Shieparelli započal, pokračoval i Eugene Antoniadi. Po roce 1973 došlo k podrobnému zmapování povrchu Marsu pomocí sondy Mariner 9, což přineslo velkou revizi názvů a jejich úpravu, na které je postaveno současné názvosloví.
|  |  |  |

V současnosti jsou k dispozici globální geologické mapy vzniklé na základě fotografií o rozlišení 200 až 100 metrů, dle kterých bylo možno vymapovat základní geologické jednotky v podobě pohoří, planin, údolí a kráterů. Tyto jednotky dostaly svá pojmenování a používají se pro popisování těchto lokalit. Přesné nadmořské výšky jsou známé díky nespočtů laserových altimetrických měření, které prováděla převážně sonda Mars Global Surveyor.
Základní planiny jsou Acidalia Planitia, Amazonis Planitia, Arcadia Planitia, Argyre Planitia, Chryse Planitia, Daedalia Planum, Elysium Planitia, Hellas Planitia, Isidis Planitia, Meridiani Planum, Planum Australe, Planum Boreum, Utopia Planitia a Vastitas Borealis.

### Nejznámější objekty
Největší a nejznámější pánví na Marsu je Hellas Planitia s průměrem 1600 km a hloubkou 6 km, který vznikl před 4 miliardami let, což jí řadí mezi nejstarší útvary na povrchu planety. Planina vznikla nejspíše během dopadu obrovské planetky o rozměru okolo 2 000 km. Dopad vyvrhl tolik materiálů, že v okolí vytvořil 2 km val sahající až 2 000 km daleko od pánve. Vnitřek pánve je zčásti zanesen sedimenty, což svědčí o tom, že pánev byla původně o několik kilometrů nejspíše hlubší.
Tharsis je vyklenutá planina s průměrem okolo 3 500 km, který se nachází poblíž Marsovského rovníku. Vznikla jako projev vulkanismu, kdy se celá oblast vyklenula. V oblasti se nacházejí největší sopky na Marsu respektive i ve sluneční soustavě (Olympus Mons, Arsia Mons, Pavonis Mons a Ascraeus Mons).
Valles Marineris je největší údolní soustava, u které jsou okraje od sebe vzdáleny okolo 200 km ale místy až 500 km. Svahy spadávají místy až do hloubky 7 km. Předpokládá se, že vznik je spojen s vodní činností.